# Евмен з Кардії
Евме́н з Ка́рдії, дав.-гр. Εΰμένας (363 до н. е. — 316 до н. е.) — македонський полководець, сатрап, діадох.  Походив із Кардії, фракійського Херсонесу. Був секретарем Філіппа ІІ Македонського та Александра Великого. Брав участь у війнах Діадохів, у яких підтримував Македонську династію Аргеадів.

## Біографія

### Походження
Евмен був родом з Кардії, міста на Херсонесі Фракійському. Вже в античну добу існували різні версії його походження. Плутарх писав, що Евмен був сином збіднілого возія з Кардії, але незважаючи на це отримав добру освіту. Корнелій Непот висловив іншу версію, що Евмен походив із поважного роду в Кардії, але в Македонії вважався іноземцем низького походження. Незнатне походження псувало репутацію Евмена і заважало йому здобути повагу своїх підлеглих, але це компенсувалося його видатними здібностями.

### Початок кар'єри
Цар Філіпп Македонський помітив видатні здібності Евмена. Ще за життя Філіппа Евмен зайняв посаду головного писаря, яка у Македонії вважалася дуже престижною.  Евмен був головним писарем 7 років у Філіппа, 13 років у Александра. В Індійському поході став полководцем з правом самостійного командування. Потім змінив Пердікку на посаді начальника кінноти. Під час знаменитих весілль 324 до н. е. у Сузах Александр оженив Евмена на одній з найзнатніших персіянок — Артоніді, дочці Артабаза. Ще більшого значення набув Евмен по смерті Александра, коли в ньому відкрився талант полководця.

### Війни Діадохів
Він з самого початку твердо став на бік Пердікки. За першого поділу сатрапій Евмену дісталися Каппадокія, Пафлагонія та сусідні землі, які ще треба було завоювати. Невдовзі після цього Пердікка пішов війною проти Птолемея, Евмен же мав прикривати його тил і не допускати в Азію Антипатра та Кратера, що були в союзі із Птолемеєм.
Кратер загинув у битві з Евменом (у Каппадокії), але водночас і Пердікка був убитий в Єгипті своїми солдатами. Військо македонське, що обожнювало Кратера, під впливом Антипатра оголосило Евмена зрадником. Антигону було доручено воювати проти Евмена (321 до н. е.).
По смерті Антипатра (318 до н. е.), Антигон марно намагався залучити на свою сторону Евмена, який залишився і тепер вірним царського дому і зміцнився у Кілікії. Селевк I Нікатор та Піфон, та сатрапи Вавилону та Мідії, уклали союз з Антигоном, який внаслідок зради війська Евмена захопив його в полон і стратив.
Плутарх і Корнелій Непот склали біографії Евмена.